# مسجد سنان باشا (كاتشانيك)
مسجد سنان باشا (بالألبانية: Xhamia e Sinan Pashës)‏ ، تم بناؤه في القرن 16 (1594-1595م) في مدينة كاتشانيك جنوب كوسوفو.

## سنان باشا
بنى المسجد سنان باشا الذي تقلّد خمس مرات منصب الصدر الأعظم (الوزير الأكبر) في الخلافة العثمانية، كما أنه بنى أيضا القلعة الموجودة في كاتشانيك.
كان سنان باشا من أصل ألباني وكان أيضا قائداً عسكرياً عثمانياً. سمي حاكماً على مصر عام 1569م، وقاد سنة 1574م الحملة العثمانية على تونس التي شكلت نهاية الاحتلال الإسباني للبلاد وبداية الحقبة العثمانية بها. كما كان قائداً لحملة عسكرية كبيرة إلى اليمن لإخماد التمرد عام 1571م.